# فسيفولودو-فيلفا (بيرم)
فسيفولودو-فيلفا (بالروسية: Всеволодо-Вильва) هي مدينة في مقاطعة بيرم كراي في روسيا.